# Nucleariida
Nucleariida es un pequeño grupo de amebas con filopodios (seudópodos filiformes), que se encuentran principalmente en el suelo y en el agua dulce. Las amebas de este grupo depredan principalmente algas unicelulares y bacterias. Junto con Fonticulida constituyen el clado Cristidiscoidea, el cual es el grupo hermano de los hongos. Se distinguen de los muy similares Vampyrellida principalmente por tener mitocondrias con crestas discoidales. Son usualmente pequeños, con un tamaño de hasta 50 μm.

## Taxonomía
En Nucleariida se incluye Nuclearia y Vampyrellidium, que son respectivamente parásitos externos e internos de algas, toman la forma de células amorfas desnudas. Los otros géneros, Lithocolla, Rabdiophrys, Pinaciophora y Pompholyxophrys, son formas de agua dulce con espinas o escamas silíceas huecas. Antes estaban incluidos entre los heliozoos en el grupo Rotosphaerida.
Análisis filogeneticos han concluido que Cristidiscoidea contiene dos clados monofiléticos. El primero de ellos incluye a las amebas pequeñas y desnudas de los géneros Fonticula y Parvularia. El segundo clado incluye amebas de mayor tamaño, siendo las amebas desnudas del género Nuclearia el linaje hermano de un clado de amebas con cubiertas silíceas de los géneros Pompholyxophrys y Lithocolla.